# Aretafila Savini
Aretafila Savini, maritata de' Rossi (Siena, 2 dicembre 1687 – Firenze, marzo 1731), è stata una letterata italiana.
Fu battezzata con un nome coniato dal greco, usato dal Tasso e dal Borghini, che significa "amante delle virtù". Educata finemente a Siena, si sposò a Firenze col cavaliere Isidoro de' Rossi d'Oltrarno e si stabilì nel palazzo Rossi in piazza Santa Felicita. Ebbe almeno un figlio, Alamanno, che ricordò affettuosamente la madre come "tutrice" dopo la morte del padre nell'iscrizione sulla colonna di Santa Felicita (1733).
Aretafila fu accademica, cosa rara per una donna di quel tempo, ed è soprattutto famosa per aver scritto un'Apologia in favore degli studi delle donne, edito in risposta all'accademico padovano Antonio Volpi che sosteneva l'inferiorità femminile. In quello scritto confutò con arguzia e ironia ogni opposizione all'istruzione femminile, sostenendo con forza l'importanza dell'educazione non solo per le donne nobili, ma anche per tutte le altre, comprese quelle delle classi popolari.
La sua effigie è ritratta in una medaglia di Antonio Montauti (1710), derivata da un tondo marmoreo dello stesso autore in collezione privata.